# Izel-lès-Hameau
Izel-lès-Hameau (fino al 2009 Izel-les-Hameaux) è un comune francese di 711 abitanti situato nel dipartimento del Passo di Calais nella regione dell'Alta Francia.

## Società

### Evoluzione demografica
Abitanti censiti